# بونگ هو سون

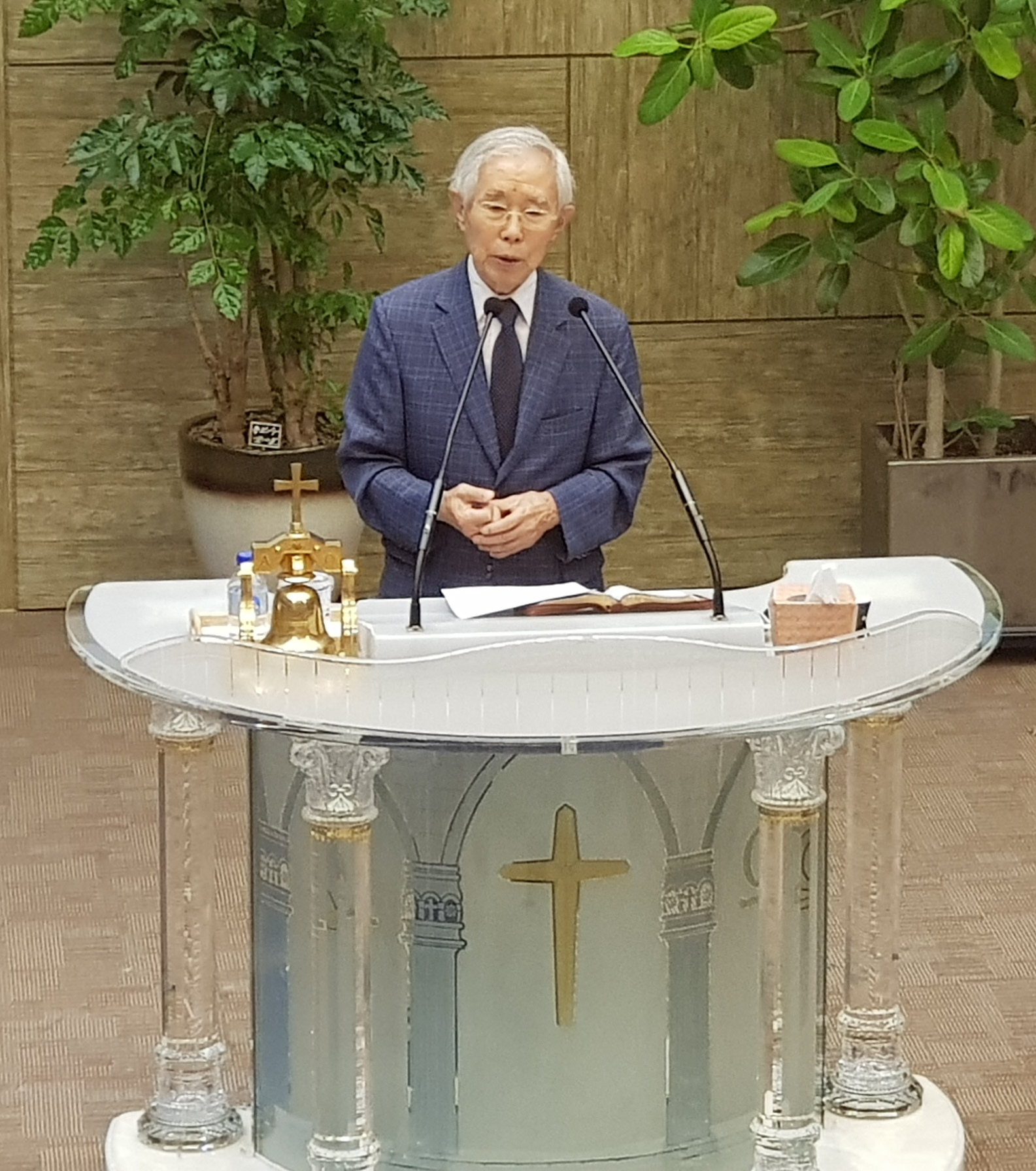
در کلیسای سامیونگ در سوون، کره جنوبی، ۲۰۱۸

بونگ هو سون (孫鳳鎬; متولد ۱۹۳۸) محقق اخلاق مسیحی و فعال اجتماعی کره جنوبی است. وی در کره متولد و از دانشگاه ملی سئول فارغ‌التحصیل شد. سپس در مدرسه الهیات وست مینستر در ایالات متحده به تحصیل الهیات پرداخت و دکترای خود را از دانشگاه Vrije در آمستردام در هلند دریافت کرد. و در دانشگاه مطالعات خارجی هانکوک و دانشگاه ملی سئول تدریس کرده‌است و به عنوان رئیس دانشگاه هانسانگ و دانشگاه زنان دانگدوک خدمت نموده. در سال ۲۰۱۱، او ستاد جنبش ملی به اشتراک گذاری را تأسیس کرد که در آنجا مسئولیت نمایندگی را بر عهده دارد. و در زمینه جنبش اخلاق مسیحی کره فعالیت می‌کند.